# Anelaphus fasciatus
Anelaphus fasciatus es una especie de escarabajo longicornio del género Anelaphus, categorizada en la tribu Elaphidiini, de la subfamilia Cerambycinae. Fue descrita por Fisher en 1932.

## Descripción
Mide 7-16 mm de longitud.

## Distribución
Se distribuye por Bahamas, Islas Caimán y Cuba.